# Cornelis Jan van der Hoeven

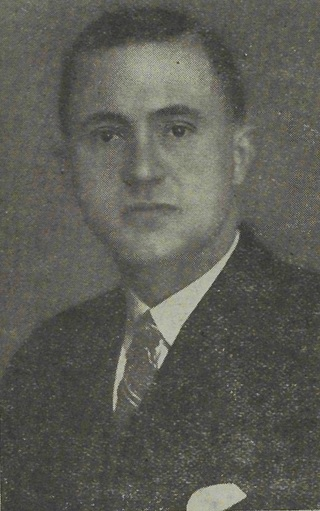
C.J. van der Hoeven (ca. 1935)

Cornelis Jan van der Hoeven (Molenaarsgraaf, 7 september 1905 – Leiderdorp, 1 november 1978) was een Nederlands politicus van de ARP.
Hij werd geboren als zoon van Hendrik Adriaan van der Hoeven; destijds burgemeester van onder andere Molenaarsgraaf. C.J. van der Hoeven ging hij na de hbs eerst werken bij de gemeente Papendrecht en daarna bij de gemeente 's-Gravendeel. Vervolgens trad hij in dienst bij de secretarie van de gemeenten Brandwijk, Molenaarsgraaf en Wijngaarden waar zijn vader burgemeester-secretaris was. In 1933 gaf zijn vader die functies op waarop C.J. van der Hoeven secretaris van die drie gemeenten werd. In augustus 1935 werd hij benoemd tot burgemeester van De Lier. Midden 1943 werd hij ontslagen en vervangen door een NSB'er maar na de Tweede Wereldoorlog keerde hij daar terug als burgemeester. Eind 1945 volgde zijn benoeming tot burgemeester van Voorschoten. In oktober 1959 werd Van der Hoeven benoemd tot burgemeester van Ridderkerk wat hij tot zijn pensionering in oktober 1970 zou blijven. Eind 1978 overleed hij op 73-jarige leeftijd.
Zijn oudere broer Adrianus Jan van der Hoeven was bijna veertig jaar burgemeester van Tholen.